# Fritz Weiss
Fritz Weiss   (Praga, 28 de setembre de 1919 - Auschwitz, 4 d'octubre de 1944) va ser músic i arranjador de jazz, actiu a la primera meitat del segle xx. Va ser un organitzador d'espectacles de jazz i un participant important en la vida musical del camp de concentració de Theresienstadt. Weiss va ser assassinat en l'Holocaust.

## Biografia
Primers anys

Weiss va néixer en el si d'una família de Praga d'origen jueu de classe mitjana alemanya. Es va interessar pel jazz a una edat primerenca i aviat va començar a participar en la vida jazzística de Praga. Va començar a tocar el violí, però més tard va passar a trompeta. Com a estudiant de la "Praga English Grammar School", va passar a formar part de l'orquestra de l'escola Swing Rhythm, on va tocar la primera trompeta. Tocant a l'orquestra va conèixer un important exponent del jazz txec, Karel Vlach. Entre els membres de l'orquestra hi havia alemanys, txecs i jueus; el líder era el pianista txec Milan Halla. La situació va canviar el 1939, amb l'auge del nazisme. Alguns dels músics alemanys van abandonar el conjunt, perquè no volien tocar amb jueus.
El 1939, Weiss es va traslladar a la recentment fundada orquestra Karel Ludvík. Va tocar la primera trompeta, però la seva actuació amb la banda va ser cada vegada més problemàtica a causa de les lleis racials. Finalment es va veure obligat a deixar l'orquestra. No obstant això, va participar de forma anònima en la gravació de discos de gramòfon. Com a membre de l'Orquestra Karel Ludvík, Weiss es va convertir en cap de banda i va ajudar a organitzar assajos, però sobretot va organitzar la major part del repertori del conjunt.
Els músics de jazz jueus solien practicar 1940-1941 a l'orfenat jueu.

## Theresienstadt
El 4 de desembre de 1941 Fritz Weiss va ser enviat, com a part del segon Aufbaukommando, al camp de concentració de Theresienstadt. Anava en transport J que portava 1000 persones des de Praga fins a Theresienstadt. Va participar en esdeveniments musicals celebrats al campament, i fins i tot va continuar la seva col·laboració amb orquestres fora del campament. Amb l'ajut d'agents de policia txecs va aconseguir obtenir paper musical i partitures necessàries per a l'arranjament de composicions de jazz. Més tard va enviar secretament els seus arranjaments fora del campament. Va col·laborar principalment amb Arnošt Kavka, el cantant de l'Orquestra Karel Vlach. A Theresienstadt, Weiss va fundar el seu propi quintet, actiu fins a l'agost de 1944. El 1943 també es va convertir en un líder artístic i arranjador del conjunt de "Theresienstadt Dixieland" anomenat Ghetto Swingers. Ambdues bandes van col·laborar en diverses actuacions i el nombre de músics va augmentar, especialment després de l'arribada de jazzistes jueus danesos i holandesos. Weiss, juntament amb el pianista berlinès Martin Roman, va compondre i organitzar més de trenta noves composicions per als conjunts. La composició més popular va ser l'arranjament de jazz de l'òpera infantil Brundibár, composta originalment per Hans Krása. El juny de 1944, durant la visita de la Creu Roja al campament, els Swingers del Gueto es van veure obligats a participar en la representació de propaganda organitzada per Kurt Gerron, coaccionada pels alemanys per enganyar el món exterior. El conjunt també va aparèixer a la pel·lícula de propaganda The Fuhrer Gives a City to the Jewish, realitzada durant aquest esdeveniment.
El setembre de 1944, el pare de Fritz Weiss va ser enviat al transport al camp d'extermini d'Auschwitz. El seu fill es va unir a ell i es va quedar amb ell durant la selecció. Tant pare com fill van morir a les cambres de gas d'Auschwitz. Fritz Weiss va morir a Auschwitz el 28 de setembre de 1944, el dia del seu 25è aniversari.

## Enregistraments
- Desafiant el destí. Composicions arranjades per Fritz Weiss per a l'Orquestra Emil Ludvík. Enregistraments únics de 1940–41. Museu Jueu de Praga, 2003. [CD]. ŽMP006.